# بخش فرانکلین (شهرستان وارن، اوهایو)
بخش فرانکلین (به انگلیسی: Franklin Township) یک منطقهٔ مسکونی در ایالات متحده آمریکا است که در شهرستان وارن، اوهایو واقع شده‌است.
 بخش فرانکلین  ۲۷٬۷۹۴ نفر جمعیت دارد و ۲۰۶٫۹۶ متر بالاتر از سطح دریا واقع شده‌است.